# Nana Natsume
Nana Natsume (夏目ナナ, Natsume Nana) est un mannequin de charme et une ancienne actrice de films conventionnels et une actrice de films pornographiques.[pas clair] Elle a remporté de nombreux prix au cours de sa carrière.

## Biographie
Natsume est née le 23 janvier 1980 à Sakai, préfecture d'Osaka, Japon (l'année de sa naissance est habituellement donnée en 1982 y compris pour sa biographie sur SOD, mais son site officiel la situe en 1980).
Elle reçoit une éducation plutôt conventionnelle ce qui la rend relativement "réservée" et inexpérimentée pour ce qui touche au sexe. Natsume avoue se trouver gênée pendant le tournage des scènes de sexe (« Just how embarrassed I look during the entire thing, »). Elle prétend que ses premières expériences de mazophallation et de masturbation datent de ses films pornographiques.
Après avoir obtenu un diplôme de fin d'études secondaires, Natsume occupe divers emplois dont celui d'assistante dentaire et d'agent immobilier.

## Carrière
Natsume commence sa carrière dans la pornographie par des émissions télévisées roses telles que On Girls' File et Cure Sick Night diffusées à des heures tardives sur les antennes d'une chaîne d'Osaka. Elle est contactée pour travailler dans l'industrie de la pornographie en 2002 et déménage à Tōkyō où elle pose pour des revues pornographiques telles que Shūkan Gendai et Weekly Post. En juillet 2002, elle paraît dans les pages d'un album photo intitulé 727 et dans un DVD image (DVD sans nudité. L'actrice, habillée de manière suggestive (lingeries fines par exemple), pose dans des attitudes provocantes) diffusé en novembre 2002.

### L'actrice de films pornographiques
Natsume paraît, en public, pour la première fois à l'occasion de la cérémonie des prix de la vidéo pornographique parrainée par SOD au Century Hyatt hotel de Shinjuku (Tokyo) le 26 novembre 2003 et dont elle est l'animatrice. Elle y fait une forte impression par son calme et son assurance. Natsume est restée fidèle à SOD sa carrière durant, tournant habituellement une vidéo par mois.
Sa première vidéo produite par les studios SOD paraît en janvier 2004 sous le titre Début.
Final Pussy, une vidéo de science-fiction réalisée par Noboru Iguchi,
lui fait interpréter le rôle d'un dangereux personnage engendré par des expériences de l'armée. Des pistolets jaillissent de ses seins lorsqu'elle est sexuellement excitée et tuent quiconque a un rapport avec elle. Les effets spéciaux sont l'œuvre de Yoshihiro Nishimura bien connu dans le cinéma gore,.
Un peu plus tard, en novembre 2005, paraît Nana Natsume Showered by Semen son premier film de bukkake réalisé par Kazuhiko Matsumoto auquel on attribue la paternité de ce genre de pornographie. Tout aussi intéressante est sa vidéo de décembre 2005 intitulée Stripper. Il s'agit d'une romance entre lesbiennes mise en scène par TOHJIRO, ex-réalisateur de SOD. Natsume a pour partenaire Kurumi Morishita, ex-étoile de SOD.
Dirty DVD for Girls, une vidéo pornographique destinée surtout à un public féminin, lui vaut un petit article dans le Mainichi Shimbun. Le quotidien la qualifie de « one of the biggest stick flick starlets in Japan., ».
Les journaux cancaniers de Tokyo prédisent son départ de l'industrie pornographique pour la fin du mois d'octobre 2007. Sa publication d'adieux consiste en une série de huit DVD d'une durée de seize heures reprenant la totalité de son travail depuis ses débuts.
L'actrice travaille actuellement[Quand ?] pour la télévision.

### Albums-photos
- 727 Nana Natsume Photos (727ナツナナ―夏目ナナ写真集) — [Bauhaus] — juillet 2002  (ISBN 4894619040)
- Nana Merica — [Media Kreis] — août 2005  (ISBN 477880029X)
- Nana Natsume Complete (夏目ナナ complete) — [MC Press] — octobre 2005  (ISBN 4901972367)
- Nana Natsume Rainbow Book (夏目ナナのレインボーブック) — [Media Factory] — mars 2006  (ISBN 4840114927)
- Nanavira — [Tokyo MMP] — avril 2006  (ISBN 4903454002)

### Télévision, radio and cinéma conventionnels
Tout au long de sa carrière, Natsume est régulièrement parue au cours de programmes télévisés et radiodiffusés dont le sien propre, Garnet Energy, en 2005, parrainé par SOD (FM NACK5 79.5 MHz),. En 2007, elle est DJ sur Nana Natsume's Sparkling Moonbow (夏目ナナのキラキラ☆moonbow), une émission sur sa propre radio FM Chisato basée à Osaka,.
Elle est également l'une des filles de SOD de l'émission de variétés NeoHappy de 2006 à laquelle succède DIVA en 2007, toutes deux parrainées par la firme,.
Un petit rôle lui est offert dans la série The Aaah Detective Agency (Aatantei jimusho - ああ探偵事務所) diffusé sur les antennes de TV Asahi en 11 épisodes de juillet à septembre 2004
Après avoir quitté l'industrie de la pornographie, Natsume poursuit son travail dans les médias conventionnels. Elle remplit les fonctions de journaliste régulière pour l'information au sein de l'émission de variétés Johnny Word of Mouth (くちコミジョニー) diffusé tous les mardis sur les antennes de NTV de décembre 2007 à mars 2008, date de la fin de l'émission. Elle figure dans Guren Onna (ぐれんオンナ) une histoire de fantôme faisant appel au cosplay et diffusée par TV Tokyo en 12 épisodes du 11 janvier au 28 mars 2008,.
Natsume a un rôle important dans le film d'horreur à faible budget intitulé Samurai Zombie (Yoroi) qui a commencé en 2008 au South Korean Puchon Fantastic Film Festival. Le film est réalisé par Tak Sakaguchi et produit par SOD,. Elle interprète également le rôle d'un chef de gang dans le film Sasori réalisé par Joe Ma en 2008. Cette production sino japonaise est une reprise du film hong-kongais Female Convict Scorpion et d'après une revue « Nana Natsume ... steals every scene she’s in »,,.

### Autres activités
Chanteuse, Natsume interprète le J-pop à succès de 1982 intitulé Sekido Komachi Dokit! (赤道小町ドキッ!) paru en CD et DVD vidéo le 2 août 2006 sous la marque Chipper Records.
Natsume prête sa voix pour le jeu vidéo Ryu Ga Gotoku 2 (龍が如く2) sur console Sega ou Yakuza 2 sur PlayStation 2 parus le 7 décembre 2006. Son rôle d'hôtesse dans une boîte de nuit est mineur dans le jeu mais de important dans son lancement,.
L'actrice est pressentie pour être le support de la publicité du jeu You Mustn't Look (Mitewa Ikenai - みてはいけない) impliquant un fantôme doué de pouvoirs surnaturels et produit par Dimple sur Nintendo DS en août 2008. Une partie de la campagne publicitaire est basée sur une série de photos réalisée à partir d'une bande dessinée ainsi que sur une bande vidéo visibles dans les magasins du distributeur Famitsu,.
Le magazine de culture populaire Spa! publie en octobre 2007 un article à son nom dans lequel elle vante à ses lecteurs en quête de succès féminins les mérites d'une bonne hygiène corporelle, d'une bonne haleine et d'un aspect soigné de leur personne.
Natsume a pu réaliser son vieux rêve d'ouvrir un « Salon de Santé (ヒーリングサロン) » à Osaka à l'enseigne de TORICO. On y pratique des massages à l'aide d'huiles essentielles qui procure la santé et supprime la fatigue. Ce salon a célébré son premier anniversaire le 13 octobre 2008.
En 2008, Natsume est présente sur de grandes affiches placardées à Tokyo dans le cadre de la campagne « STOP! STD » contre les maladies sexuellement transmissibles (MST) au Japon parrainée par les studios de vidéos pornographiques Soft On Demand,.
Il existe, pour les inconditionnels de Nana, des appartements décorés à son effigie dans le quartier de Nishi-ku d'Osaka. Un grand poster la représentant trône au -dessus du lit, des images d'elle ornent la cuisine et la salle de bains ainsi que les couloirs. Les prix de la location sont de 149 000 yens (€1300) pour un 3 pièces et 480 000 yens (€4300) pour un 4 pièces.

## Filmographie (partielle)
Les titres sont donnés en langue anglaise suivis du titre en japonais lorsqu'il est connu.
| Titre de la vidéo                                                                                      | Producteur   | Réalisateur        | Parution   | Notes                                                                               |
| --- | ------------ | ------------------ | ---------- | ----------------------------------------------------------------------------------- |
| nana                                                                                                   | Happinet     |                    | 07-11-2002 | Gravure                                                                             |
| Debut デビュー                                                                                         | SOD SDDM-383 | Tatsuya Aoki       | 08-01-2004 |                                                                                     |
| Temptation Body 誘惑ボディ                                                                             | SOD SDDM-394 | [JO]B-TYPE         | 05-02-2004 |                                                                                     |
| The Beginning of Nana Colors ナナ色の始まり                                                            | SOD SDDS-004 | Kei Morikawa       | 19-02-2004 | Gravure                                                                             |
| Shot in the Heart by Nana! ナナに胸キュン！                                                            | SOD SDDM-403 | [JO]B-TYPE         | 04-03-2004 |                                                                                     |
| The Super Obscene Reporter TVじゃ見れない超エッチレポート                                              | SOD SDDM-416 | Kei Morikawa       | 03-04-2004 |                                                                                     |
| Super High Class Soap Lady 夏目ナナの超高級ソープ嬢                                                    | SOD OTS-010  | Hajime Yarigasaki  | 03-05-2004 |                                                                                     |
| Pheromone フェロモン                                                                                   | SOD SDDM-433 | Tatsuya Aoki       | 04-06-2004 |                                                                                     |
| Forbidden Relation 禁断の関係                                                                          | SOD SDDO-048 | Noboru Iguchi      | 08-07-2004 | Avec Rei Himegawa                                                                   |
| I'm Embarrassed, Though ... 恥ずかしいけど・・・                                                       | SOD SDDM-463 | Hiroyuki Fujii     | 05-08-2004 |                                                                                     |
| Lewd Hospital Ward - Female Doctor & Nurse Edition 淫乱病棟 ナース編＆女医編                           | SOD SDDM-490 | Funin Chiro        | 07-10-2004 |                                                                                     |
| Complete Insult! - Nana Natsume's Passion 完全陵辱！欲情の夏目ナナ                                     | SOD SDDM-497 | [JO]B-TYPE         | 04-11-2004 |                                                                                     |
| The Erotic Party 悦楽の扉                                                                              | SOD SDDM-526 | [JO]B-TYPE         | 04-12-2004 | Avec Akira Watase, Koyuki Morisaki, Moe Kimishima & Yuria                           |
| Final Pussy! 最終性器!                                                                                 | SOD SDDM-541 | Noboru Iguchi      | 06-01-2005 | Avec Kyoko Orie                                                                     |
| Stalker ストーカー                                                                                     | SOD SDDM-561 | Shu-Ichi           | 05-02-2005 |                                                                                     |
| Won't You Try Doing it With Nana Natsume? 夏目ナナとシテみませんか？                                   | SOD SDDM-582 | Hajime Yarigasaki  | 04-03-2005 |                                                                                     |
| In Front of My Boyfriend's Eyes... 彼氏の目の前で                                                      | SOD SDDM-595 |                    | 07-04-2005 |                                                                                     |
| Female Teacher Cherry Boy Hunting 女教師童貞狩り                                                       | SOD SDDM-609 | Funin Chiro        | 04-05-2005 |                                                                                     |
| Tempting Saleswoman 誘惑のセールスレディ                                                               | SOD SDDM-622 | Yukitsugu Tsuchiya | 04-06-2005 |                                                                                     |
| Molester Hell - Train, Bus, Lavatory 電車・バス・女子トイレ 痴漢地獄                                   | SOD SDDM-637 |                    | 07-07-2005 |                                                                                     |
| Nana/7 ナナ/7                                                                                          | SOD SDDL-386 |                    | 04-08-2005 | Compilation                                                                         |
| 24-Hour Perfect Guerilla Special!! 24時間 夏目ナナ完全ゲリラSPECIAL！！                                | SOD SDDM-656 |                    | 04-08-2005 |                                                                                     |
| Super High Class Reverse Soap Paradise 超高級逆ソープパラダイス                                        | SOD SDDM-676 | Hajime Yarigasaki  | 08-09-2005 |                                                                                     |
| Nana Natsume's Private Room, Kiss and Sex 夏目ナナの密室と接吻とSEX                                    | SOD SDDM-697 | Nimura Hitoshi     | 06-10-2005 |                                                                                     |
| Nana Natsume Showered by Semen 夏目ナナ 精子浴びる。                                                   | SOD SDDM-716 | Kazuhiko Matsumoto | 04-11-2005 |                                                                                     |
| Stripper ストリッパー                                                                                  | SOD SDDM-727 | TOHJIRO            | 04-12-2005 | Avec Kurumi Morishita, Sakura Sakurada, Maki Tomoda & Ami Nishimura                 |
| Nana/7 2nd ナナ/７ ２nd                                                                                | SOD SDDL-390 |                    | 04-12-2005 | Compilation                                                                         |
| Beautiful Music Teacher - Tearful Pure Nakadashi Gang Rape 美人音楽教師 涙の生中出し輪姦レイプ         | SOD SDDM-750 | Nomao Beizu        | 04-01-2006 |                                                                                     |
| Extreme Exposure x Public Fuck 過激露出×青姦                                                           | SOD SDDM-768 | Daisuke Kasai      | 04-02-2006 |                                                                                     |
| Nana/7 3rd ナナ／7 3rd                                                                                 | SOD SDDL-395 |                    | 16-03-2006 | Compilation                                                                         |
| NonStopSex                                                                                             | SOD SDDM-815 | Kikurin            | 06-04-2006 |                                                                                     |
| New - Mine Only, Female Teacher Pet 新・僕だけの女教師ペット                                           | SOD SDDM-842 |                    | 04-05-2006 |                                                                                     |
| Raped Young Wife                                                                                       | SOD SDDM-865 | Goro Tameike       | 08-06-2006 |                                                                                     |
| Nana/7 4th ナナ／7 4th                                                                                 | SOD SDDL-402 |                    | 06-07-2006 | Compilation                                                                         |
| Face Within Japan, Body Within a Vehicle!! 顔は日本カラダは車中！！                                    | SOD SDDM-895 | Masaaki Kai        | 20-07-2006 |                                                                                     |
| Lascivious Lady Hell 痴女地獄                                                                          | SOD SDDM-926 | Kikurin            | 17-08-2006 |                                                                                     |
| Intense Ecstasy! Intense Emittance! Climax Orgasm 激イキ！激吹き！絶頂アクメ                           | SOD SDDM-950 |                    | 27-09-2006 |                                                                                     |
| Nana Natsume x Digital Mosaic, The Highest Quality Sex 夏目ナナ×デジタルモザイク 極上セックス          | SOD SDDM-971 | Minami Namio       | 19-10-2006 |                                                                                     |
| Temptation: 7 Ultimate Queens Attack Me!! 誘惑 最強の7人の女王が攻めてくる!!                           | SOD SDMS-015 | Minami Namio       | 07-12-2006 | Avec Aki Yato, Chihiro Hara, Hina Otsuka, Hotaru Akane, Mitsu Amai & Noa            |
| Insult, Nakadashi Hospital Ward 陵辱 中出し病棟                                                        | SOD SDMS-016 | [Jo]Style          | 07-12-2006 | Avec Alice Hoshi, Hotaru Akane, Kaho Kasumi, Karen Ichinose, Noa & Tsugumi Nagasawa |
| Nana Natsume's Masturbation Aid 夏目ナナのオナニーのお手伝いしてあげる                                 | SOD SDDE-096 | Keita No.1         | 18-01-2007 |                                                                                     |
| Nana/7 5th ナナ/7 5th                                                                                  | SOD SDDL-421 |                    | 08-02-2007 | Compilation                                                                         |
| Very Thick 3P - Perfect 8 Insertions 極太３Ｐ×野獣８挿入                                               | SOD SDMS-039 | Midori Kohaku      | 22-02-2007 |                                                                                     |
| Nana Natsume's Nakadashi Heaven 夏目ナナの中出し天国                                                   | SOD SDMS-076 | KINGDOM            | 22-03-2007 |                                                                                     |
| Ultra - Coming Too Much! Doing Too Much! Climax 24 Hours!! 「超」イキまくり!ヤリまくり!絶頂24時間      | SOD SDMS-108 | Hajime Yarigasaki  | 19-04-2007 |                                                                                     |
| 7 Fucks 4 Hours DX Vol.1 7本番4時間DX VOL.1                                                            | SOD SDMS-139 |                    | 17-05-2007 |                                                                                     |
| Nana Natsume Degradation!!!! Limitation Orgasm Complete Climax 夏目ナナ崩壊！！！！ 限界アクメ完全絶頂 | SOD STAR-009 |                    | 21-06-2007 |                                                                                     |
| 7 Fucks 4 Hours DX Vol.2 7本番4時間DX VOL.2                                                            | SOD SDMS-197 |                    | 19-07-2007 |                                                                                     |
| High-Class Lewd Slut ド淫乱高級痴女                                                                    | SOD STAR-022 | Ginro              | 16-08-2007 |                                                                                     |
| The Perfect Collection Of Works 引退完全永久保存版                                                     | SOD SDMS-777 |                    | 04-10-2007 | Vidéo de départ - Compilation avec quelques espoirs féminins de la profession       |

- Female Teacher
- I'm Embarrassed, Though ...
- In Front of My Boyfriend's Eyes
- Inhibition's Significance
- Molester Hell
- Nana Natsume's Private Room
- Pheromone
- Shot in the Heart by Nana
- Stalker
- Thorough Violation
- Doing Too Much! Coming Too Much!
- Violated Young Married Woman
- Won't You Try Doing it With Nana Natsume?
- FULLY LOADED!! SOD AV Idols Mix Sex!
- Intensive Orgasm! Extreme Spasm!
- Lesbian Special Collection EX
- Obscene Hell

## Au cinéma
- 2016 : A Bride for Rip Van Winkle de Shunji Iwai :

## Récompenses
Natsume à plusieurs fois été primée que ce soit par les médias, l'industrie du film pornographique ou ses admirateurs.
- 2004 : 5e Takeshi Kitano Awards - Best AV Actress (Meilleure actrice du X)[37].
- 2005 : 4e prix de la vidéo pornographique japonaise#4e SOD Awards (2005) - Best Actress (Meilleure actrice)[38].
- 2005 : 4e Prix SOD - Grand Prix SOD pour ses contributions aux ventes de la société ainsi qu'à son image de marque[38]
- 2006 : Prix SOD - Best Actress[39].
- 2006 : Av Grand prix 2006 - Best video (Meilleure vidéo) pour Face Within Japan, Body Within a Vehicle!![40].
- 2006 : Tokyo Sports (magazine) - Grand Prix de la meilleure bande vidéo pour Adultes[41].

## Sources
- (en) Cet article est partiellement ou en totalité issu de l’article de Wikipédia en anglais intitulé « Nana Natsume » (voir la liste des auteurs).
- (ja) « SOD Profile & Filmography », www.sodc.co.jp (consulté le 18 octobre 2010);
- (en) « Nana Natsume », AV Idol Directory (consulté le 13 octobre 2010);
- (ja) « 夏目 ナナ - Natsume Nana (Profil) », 'Web I-dic' (consulté le 23 avril 2007);
- (en) « Nana Natsume Interview », www.jmate.com, 27 novembre 2003 (consulté le 23 avril 2007). Traduction anglaise par Ex-s Woo;
- (en) « Nana Natsume (Profile) », Urabon Navigator 1997-2006 (consulté le 9 août 2007);
- (ja) « 夏目ナナ、大阪弁キャバ嬢役ゲーム声優 Nana Natsume: Jeu doublé en dialecte d'Osaka par la voix de l'actrice », nikkansports.com,‎ 23 octobre 2006 (consulté le 30 octobre 2010);
- (ja) « 夏目ナナが学ぶ！　AVとゲーム業界の意外な共通点とは？"Nana Natsume apprend! L'industries des jeux et celle de la pornographie ont-elle un point commun inattendu?" », news.ameba.jp,‎ 18 avril 2008. Archivé le 01-05-2008.